# ایستگاه جین
ایستگاه جین (انگلیسی: Jane station) یک ایستگاه مترو در خط ۲ بلور–دانفورث در تورنتو، انتاریو، کانادا است.